# Długowieczek
Długowieczek (Hymenostylium Brid.) – rodzaj mchów należący do rodziny płoniwowatych (Pottiaceae Schimp.). Przedstawiciele tego rodzaju występują prawie na całym świecie.

## Morfologia
GametofityMchy z tego rodzaju tworzą zwykle miękkie, gęste darnie o wysokości 0,5–7 cm, rzadziej do 10 cm. Mają barwę ciemnozieloną w górnej części i są bladobrązowe w dole. Łodyżki często rozgałęzione.
SporofitySeta żółta, z wiekiem staje się czerwonobrązowa, długości 0,5–1 cm, skręcona w prawo. Puszka zarodni żółta do czerwonobrązowej, jajowata, odwrotnie jajowata lub cylindryczna, ok. 0,5–1 mm. Perystomu brak.
ZarodnikiJasnobrązowe, brodawkowane, o średnicy ok. 17 μm.

## Systematyka i nazewnictwo
Według The Plant List rodzaj Hymenostylium liczy 44 akceptowanych nazw gatunków oraz wymienia ich 27 synonimów.
Wykaz gatunków:
| - Hymenostylium annotinum Mitt. ex Dixon - Hymenostylium aurantiacum Mitt. - Hymenostylium barbula (Schwägr.) Mitt. - Hymenostylium calcareum (Nees & Hornsch.) Mitt. - Hymenostylium ceratodonteum (Müll. Hal.) Broth. - Hymenostylium collenchymaticum Baumgartner & J. Froehl. - Hymenostylium congoanum Dixon & Naveau - Hymenostylium contextum Herzog - Hymenostylium courtoisii Broth. & Paris - Hymenostylium crassinervium Broth. & Dixon - Hymenostylium crispulum Paris & Broth. - Hymenostylium crustaceum (Müll. Hal.) Broth. - Hymenostylium dicranelloides Broth. ex Dixon - Hymenostylium diversifolium J. Froehl. - Hymenostylium eggersii (Müll. Hal.) Broth. - Hymenostylium filiforme Dixon - Hymenostylium glaucum (Müll. Hal.) Broth. - Hymenostylium gracillimum (Nees & Hornsch.) Köckinger & Kučera - Hymenostylium grandirete Dixon - Hymenostylium hildebrandtii (Müll. Hal.) R.H. Zander - Hymenostylium inconspicuum (Griff.) Mitt. | - Hymenostylium insigne (Dixon) Podp. - Hymenostylium jacksharpii (H.A. Crum) B.H. Allen - Hymenostylium kunzeanum (Müll. Hal.) Müll. Hal. - Hymenostylium laxirete Broth. - Hymenostylium longo-pulvinatum Dusén - Hymenostylium microstomum (Hedw.) I. Hagen - Hymenostylium mougeotii (Bruch & Schimp.) Garov. - Hymenostylium nanangium (Müll. Hal.) Broth. - Hymenostylium papillinerve Dixon - Hymenostylium pellucidum Broth. & Yasuda - Hymenostylium pseudorupestre Müll. Hal. - Hymenostylium recurvirostrum (Hedw.) Dixon – długowieczek krzywy - Hymenostylium rigescens (Müll. Hal.) Broth. - Hymenostylium scaturiginosum (Besch.) Broth. - Hymenostylium secundum Müll. Hal. - Hymenostylium shepheardae Cardot & Dixon - Hymenostylium sinense Sakurai - Hymenostylium stillicidiorum (Mitt.) Broth. - Hymenostylium subcrispulum Thér. - Hymenostylium vernicosum (Hook. ex Harv.) Mitt. - Hymenostylium viridulum (Brid.) Mitt. - Hymenostylium xanthocarpum (Hook.) Brid. - Hymenostylium xerophilum Köckinger & Kučera |